# SNCF CC 70000
Die dieselelektrischen Lokomotiven der Baureihe CC 70000 wurden von 1965 bis 1966 für die französische Staatsbahn SNCF gebaut. Sie waren zusammen mit den BB 69000 Probelokomotiven, um die stärksten Dampflokomotiven der SNCF um 1966 zu ersetzen. Im Unterschied zu den schon vorhandenen Diesellokomotiven hatten diese Maschinen zwei Antriebsmotoren, im Gegensatz zur BB 69000 wurde wieder eine dieselelektrische Kraftübertragung verwendet. Beide Lokomotiven wurden bis 1983 ausgemustert und in den späten 1980er Jahren verschrottet. Ein Drehgestell einer Lokomotive ist in dem Eisenbahnmuseum Mülhausen erhalten geblieben.
Die Maschinen waren mit 22,73 m die längsten Dieselloks der SNCF. Das Design stammte von Paul Arzens, die Führerstände entsprachen denen der Baureihe BB 67000.

## Geschichte und Beschreibung
Parallel zu den Entwicklungsarbeiten für die BB 67000 und A1A A1A 68000 mit nur einer Maschinenanlage ließ die SNCF bei Alsthom und Chantiers de l’Atlantique eine Lokomotive mit zwei Maschinenanlagen entwickeln und zwei Musterlokomotiven für Probezwecke bauen. Die Leistung der Lokomotive betrug somit stolze 4800 PS. Obwohl die Fahrzeuge denselben Motortyp wie die BB 69000 hatte, stand bei der CC 70000 die volle Leistung zur Verfügung. Der Auftrag zur Entwicklung und Fertigung der Lokomotiven wurde der Firma Alsthom übertragen. Die erste Lokomotive wurde 1965 ausgeliefert, die zweite folgte ein Jahr später.
Gedacht waren die Lokomotiven für die Beförderung schwerster Züge auf fahrleitungslosen Strecken, um die Dampflokomotiven, besonders die SNCF 241 P, zu ersetzen. Sie sollten nach planmäßigen und außerplanmäßigen Halten dieselben Beschleunigungen wie Elektrolokomotiven besitzen. Da die Lokomotiven sehr viele technische Neuerungen aufwiesen, wurde mit ihnen ein umfangreiches Erprobungsprogramm aufgestellt. Auf Grund des Gewichts der dieselelektrischen Antriebsanlage waren im Unterschied zur BB 69000 zwei dreiachsige Drehgestelle nötig. Die Achsantriebe wurden analog der CC 40100 mit Monomotor-Drehgestellen durchgeführt. Die Getriebe hatten die zwei Bereiche mit 85 km/h und 140 km/h Höchstgeschwindigkeit, die im Stand umschaltbar waren. Die Lokomotiven waren damit zur Beförderung von schweren Schnell- und Güterzügen geeignet. Bei der CC 70002 wurden eine Möglichkeit der Umschaltung während der Fahrt getestet.
Ansonsten war die Maschinenanlage innovativ ausgeführt. Die beiden Dieselmotoren waren mit ihrer Abtriebsseite in der Mitte der Lokomotive gegeneinander aufgestellt. Bei der dieselelektrischen Antriebsanlage wurde ein Hauptgenerator für Wechselstrom verwendet. Jeder Dieselmotor trieb über eine elastische Geislinger-Kupplung einen Rotorteil des Hauptgenerators an. Beide Rotorteile drehten sich gegenläufig um eine Achse. Da die Dieselmotoren im Nennlastbereich mit einer Drehzahl von 1.500/min liefen, ergab sich eine Drehzahl des Generators von 3.000/min. Der vordere Dieselmotor trieb den äußeren Rotorteil, den Statorteil, an während der hintere Dieselmotor den Teil mit den Feldwicklungen antrieb. Die vom Generator induzierte Wechselspannung wurde danach über eine Graetz-Schaltung gleichgerichtet und den beiden Gestellmotoren im Drehgestell zugeführt.
Nach der Lieferung wurden die Lokomotiven ab 1965 mehrere Jahre getestet und waren in Chalindrey beheimatet. Anstatt der Lokomotiven mit zwei Antriebsanlagen und der innovativen Stromerzeugung wurden ab 1972 die CC 72000 mit einfacherer Antriebsanlage in die Serienproduktion für das Aufgabengebiet genommen. Die CC 70000 wurden ebenso wie die beiden BB 69000 für den Güterzugdienst weiterverwendet. Die CC 70000 soll weniger zuverlässig als die BB 69000 gewesen sein. Die elektrische Ausrüstung war unzuverlässig und die während der Fahrt umschaltbaren Drehgestelle der CC 70002 funktionierten nicht richtig. Die eine Maschinenanlage der CC 72000 war der entscheidende Vorteil gegenüber der CC 70000. Der Beginn der Ölpreiskrise war der entscheidende Anlass, die Lokomotiven aus dem Verkehr zu ziehen. Mit der Begründung der hohen Kosten für die Instandhaltung wurden die Lokomotiven bis 1983 ausgemustert, nachdem die CC 70002 bereits 1973 nach einem Unfall ausgemustert wurde. Beide Lokomotiven wurden Ende der 1980er Jahre verschrottet.